# Friedrichsplatz (Mannheim)
Friedrichsplatz – jeden z głównych placów centrum miasta Mannheim w Niemczech, znajdujący się po wschodniej stronie starego miasta i oddzielający je od Oststadt.
Plac, będący popularnym miejscem spotkań mieszkańców miasta oraz fotografii ślubnej, ma formę podkowy otwartej ku zachodowi. Jego powierzchnię w dużym stopniu pokrywają trawniki, a w centrum znajduje się fontanna z sadzawkami (sadzawka w centrum placu jest okrągła). Założenie otaczają zabytkowe kamienice secesyjne.
Od zachodu (od otwartej strony podkowy) plac zamyka wieża wodna (Wasserturm), jeden z najbardziej rozpoznawalnych obiektów architektonicznych miasta. Budowlę zwieńcza 3,5-metrowy posąg Amfitryty, mitologicznej żony boga Posejdona. Od południa stoi nowa część dużej galerii sztuki Kunsthalle Mannheim.